# محلة داود
قرية محلة داود هي إحدى القرى التابعة لمركز الرحمانية في محافظة البحيرة في جمهورية مصر العربية. حسب إحصاءات سنة 2006، بلغ إجمالي السكان في محلة داود 4721 نسمة، منهم 2311 رجل و2410 امرأة.

## التاريخ
قرية محلة داود من القرى القديمة، حيث وردت باسم «محلة داود» في أعمال البحيرة ضمن قرى الروك الصلاحي التي أحصاها ابن مماتي في كتاب قوانين الدواوين، كما وردت باسم «محلة داود» في أعمال البحيرة ضمن قرى الروك الناصري التي أحصاها ابن الجيعان في كتاب «التحفة السنية بأسماء البلاد المصرية». وفي العصر العثماني وردت باسم «محلة داود» في التربيع العثماني الذي أجراه الوالي العثماني سليمان باشا الخادم في عصر السلطان العثماني سليمان القانوني ضمن قرى ولاية البحيرة، وفي تاريخ 1228هـ/1813م الذي عدّ قرى مصر بعد المسح الذي قام به محمد علي باشا باسم «محلة داود» ضمن قرى مديرية البحيرة.